# Europese kampioenschappen indooratletiek 2023 – 1500 meter vrouwen
De 1500 meter voor vrouwen op de Europese kampioenschappen indooratletiek 2023 vonden de series plaats op 2 maart en de finale op 3 maart 2023 werd gehouden op de shorttrackbaan van Ataköy Arena in Istanbul in Turkije. Het was de vijfendertigste keer dat dit onderdeel op het programma stond.
De winnaar van de 1500 meter voor vrouwen was de Britse Laura Muir in 4.03,40. De Roemeense Claudia Bobocea werd tweede in 4.03,76 dat een persoonlijkrecord betekende. Het brons ging naar de Poolse Claudia Bobocea in 4.04,06 dat ook een persoonlijkrecord betekende.

## Records
Voorafgaand aan het toernooi waren dit het Wereldrecord, Europees record, Kampioenschapsrecord en de Wereld-, Europese leiding.
| Wereldrecord         | Gudaf Tsegay  | 3.53,09 | Liévin    | 9 februari 2021  |
| Europees record      | Abeba Aregawi | 3.57,91 | Stockholm | 6 februari 2014  |
| Kampioenschapsrecord | Laura Muir    | 4.02,39 | Belgrado  | 4 maart 2017     |
| WL                   | Gudaf Tsegay  | 3.57,47 | Liévin    | 15 februari 2023 |
| EL                   | Laura Muir    | 4.03,03 | New York  | 11 februari 2023 |

## Resultaten

### Series
De eerste drie van elke serie kwalificeerden zich direct voor de finale. Van de overgebleven atleten kwalificeerden de drie tijdsnelsten zich ook voor de halve finales.

#### Serie 1
| Rang | Atleet                | Land                | Tijd    | Bijz. |
| ---- | --------------------- | ------------------- | ------- | ----- |
| 1    | Claudia Bobocea       | Roemenië            | 4.07,63 | Q     |
| 2    | Sofia Ennaoui         | Polen               | 4.07,91 | Q     |
| 3    | Katie Snowden         | Verenigd Koninkrijk | 4.08,27 | Q     |
| 4    | Sintayehu Vissa       | Italië              | 4.08,54 | q     |
| 5    | Vera Hoffmann         | Luxemburg           | 4.08,73 | q     |
| 6    | Hanna Hermansson      | Zweden              | 4.09,32 | q     |
| 7    | Berenice Cleyet-Merle | Frankrijk           | 4.18,58 |       |

#### Serie 2
| Rang | Atleet                  | Land                | Tijd    | Bijz. |
| ---- | ----------------------- | ------------------- | ------- | ----- |
| 1    | Laura Muir              | Verenigd Koninkrijk | 4.23,20 | Q     |
| 2    | Marta Pen Freitas       | Portugal            | 4.23,30 | Q     |
| 3    | Águeda Marqués          | Spanje              | 4.23,39 | Q     |
| 4    | Weronika Lizakowska     | Polen               | 4.23,57 |       |
| 5    | Federica Del Buono      | Italië              | 4.23,59 |       |
| 6    | Joceline Wind           | Zwitserland         | 4.25,15 |       |
| 7    | Lenuta Petronela Simiuc | Roemenië            | 4.29,07 |       |

#### Serie 3
| Rang | Atleet             | Land                | Tijd    | Bijz. |
| ---- | ------------------ | ------------------- | ------- | ----- |
| 1    | Esther Guerrero    | Spanje              | 4.10,48 | Q     |
| 2    | Ellie Baker        | Verenigd Koninkrijk | 4.10,65 | Q     |
| 3    | Kristiina Mäki     | Zwitserland         | 4.10,86 | Q     |
| 4    | Nathalie Blomqvist | Finland             | 4.10,91 |       |
| 5    | Marissa Damink     | Nederland           | 4.11,38 |       |
| 6    | Şilan Ayyıldız     | Turkije             | 4.11,55 |       |
| 7    | Salomé Afonso      | Portugal            | 4.11,59 |       |

### Finale
| Rang   | Atleet            | Land                | Tijd    | Bijz. |
| ------ | ----------------- | ------------------- | ------- | ----- |
| Goud   | Laura Muir        | Verenigd Koninkrijk | 4.03,40 |       |
| Zilver | Claudia Bobocea   | Roemenië            | 4.03,76 | PB    |
| Brons  | Sofia Ennaoui     | Polen               | 4.04,06 | PB    |
| 4      | Esther Guerrero   | Spanje              | 4.04,86 | PB    |
| 5      | Katie Snowden     | Verenigd Koninkrijk | 4.07,68 |       |
| 6      | Marta Pen Freitas | Portugal            | 4.07,95 | SB    |
| 7      | Águeda Marqués    | Spanje              | 4.08,72 | PB    |
| 8      | Vera Hoffmann     | Luxemburg           | 4.10,03 |       |
| 9      | Sintayehu Vissa   | Italië              | 4.10,05 |       |
| 10     | Kristiina Mäki    | Zwitserland         | 4.10,48 |       |
| 11     | Hanna Hermansson  | Zweden              | 4.10,96 |       |
|        | Kristiina Mäki    | Zwitserland         | DNF     |       |